# Eremomela canescens
La eremomela dorsiverde (Eremomela canescens) es una especie de ave paseriforme de la familia Cisticolidae propia del África tropical. 

## Distribución y hábitat
Es un pequeño pájaro sedentario que vive en África central y oriental, en una franja que va desde Camerún hasta Kenia y Etiopía. Su hábitat natural son los bosques abiertos.